# Хлорфенамин
Хлорфенамин или хлорфенирамин (Chlorphenamine (INN), chlorpheniramine) — синтетический антигистаминный лекарственный препарат, который является производным фенилалкиламина.
Применяется для лечения таких аллергических проявлений, как сенная лихорадка, ринит и крапивница. Назначается внутрь или при очень сильных аллергических проявлениях в инъекциях.
В США и ряде других стран хлорфенамин распространяется как самостоятельный монокомпонентный лекарственный препарат под торговым названием «Хлорфен-12».
В России не зарегистрировано ни одного лекарственного средства, где хлорфенамин является единственным действующим веществом. Однако есть несколько комбинированных препаратов, содержащих хлорфенамин в качестве одной из составляющих.
- Антиконгестанты на основе фенилэфрина
- Комбинированные средства для устранения симптомов ОРЗ и «простуды» на основе парацетамола, фенилэфрина и хлорфенамина
- Комбинированные средства для устранения симптомов ОРЗ и «простуды» на основе парацетамола, фенилэфрина, хлорфенамина и кофеина

## Фармакологические свойства
Хлорфенамин относится к группе антигистаминных препаратов I поколения. Механизм действия препарата заключается в блокировании Н1-рецепторов гистамина, предупреждении спазмов гладких мышц, вызываемых гистамином, в том числе бронхоконстрикцию у больных обструктивными заболеваниями легких, расширение капилляров и повышение их проницаемости, развитие ангионевротического отека, эритемы и зуда кожи и слизистых оболочек. При аллергическом рините препарат уменьшает частоту чихания, слезотечение, выделения из носовых ходов и зуд слизистых носа. Хлорфенамин, кроме действия на гистаминовые рецепторы, также действует на серотониновые и М-холинорецепторы, и имеет седативный эффект. Неселективность действия хлорфенамина вызывает большее количество побочных эффектов при применении препарата, в том числе побочные эффекты со стороны сердечно-сосудистой и нервной систем. Согласно экспериментальным данным, чрезмерное применение хлорфенамина может вызвать развитие деменции, или болезни Альцгеймера, в связи с его антихолинергическим действием.